# Garrett Mock
Garrett Lee Mock (né le 25 avril 1983 à Houston, Texas, États-Unis) est un lanceur droitier de baseball qui joue en Ligue majeure de 2008 à 2010 pour les Nationals de Washington.

## Carrière
Garrett Mock est un choix de troisième ronde des Diamondbacks de l'Arizona en 2004. Ceux-ci l'échangent avec le lanceur Matt Chico aux Nationals de Washington le 7 août 2006 en retour d'un autre lanceur, le vétéran Liván Hernández.
Mock fait ses débuts dans les majeures avec les Nationals le 8 juin 2008. Au cours de cette saison, il apparaît dans 26 parties, dont 23 comme lanceur de relève, affichant un dossier victoires-défaites de 1-3 avec une moyenne de points mérités de 4,17. Il passe une partie de la saison en ligues mineures avec les Clippers de Columbus, le club-école AAA des Nationals, et est invité au match d'étoiles de la Ligue internationale.
En 2009, il partage la saison entre les Chiefs de Syracuse dans les mineures et les Nationals de Washington. Pour ces derniers, il lance 28 parties, dont 15 comme lanceur partant. Sa fiche est de 3 victoires et 10 défaites avec une moyenne de points mérités de 5,62. Il ne lance qu'un match en 2010 avec Washington et passe 2011 dans les mineures. Après avoir été signé par les Blue Jays de Toronto en décembre 2011, il est libéré de son contrat en février suivant.
Il signe après la saison 2011 un contrat des ligues mineures avec les Red Sox de Boston. Le 3 août 2012, il est échangé aux Astros de Houston.